# Hombleux

Hombleux este o comună în departamentul Somme, Franța. În 1 ianuarie 2022 avea o populație de 1.119 de locuitori.